# Mauzoleum księcia Jana ziębickiego w Starym Wielisławiu
Mauzoleum księcia Jana ziębickiego w Starym Wielisławiu – neobarokowa kaplica wzniesiona w latach 1904–1905, upamiętniająca śmierć księcia Jana ziębickiego w bitwie pod Starym Wielisławiem. Aktualnie miejsce służy jako kaplica mszalna.

## Historia
Mauzoleum zostało wzniesione dla upamiętnienia śmierci księcia Jana ziębickiego podczas bitwy z husytami, która odbyła się 27 grudnia 1428 r. w okolicy Starego Wielisławia. Po śmierci księcia jego zwłoki zostały pochowane w kościele w Kłodzku, a w miejscu, w którym poległ, wzniesiono drewnianą kapliczkę. W 1800 r. właściciel pobliskiego młyna Thaddeus Lachnitt zbudował w tym miejscu nową murowaną kaplicę. Pod koniec XIX wieku z powodu budowy linii kolejowej Kłodzko–Duszniki kaplica została zburzona. W latach 1904–1905 w pobliżu pierwotnej lokalizacji według projektu Ludwiga Schneidera wzniesiono obecną kaplicę.
Decyzją wojewódzkiego konserwatora zabytków z dnia 17 grudnia 1960 mauzoleum zostało wpisane do rejestru zabytków. W 1973 roku obiekt został odrestaurowany.
Kaplica znajduje się na terenie Kłodzka, kilkanaście metrów od granicy dzielnicy Kłodzko-Zagórze. Jest pod opieką parafii św. Katarzyny w Starym Wielisławiu, która zapewnia też bezpłatny dostęp do obiektu po uzgodnieniu z przewodnikiem.

## Architektura
Mauzoleum jest niewielką neobarokową budowlą wykonaną z piaskowca na planie centralnym. Portal jest bogato zdobiony, na fasadzie i ścianach widnieją pilastry, a całość jest nakryta kopułą z profilowanym szczytem, na którym znajduje się płaskorzeźba z orłem piastowskim oraz herbami Ziębic i Kłodzka. Poniżej jest inskrypcja w języku łacińskim, której tłumaczenie brzmi: Jan książę ziębicki za ojczyznę przeciwko husytom dzielnie walcząc został zabity. Wewnątrz znajduje się ołtarz, a na sklepieniu (plafonie) kłodzki malarz religijny Wilhelm von Wörndle wykonał freski przedstawiające walkę i śmierć księcia.

Mauzoleum upamiętnia męczeńską śmierć w obronie wiary i jednocześnie jest miejscem liturgii. Obecnie obiekt jest użytkowany jako kaplica mszalna.

## Galeria

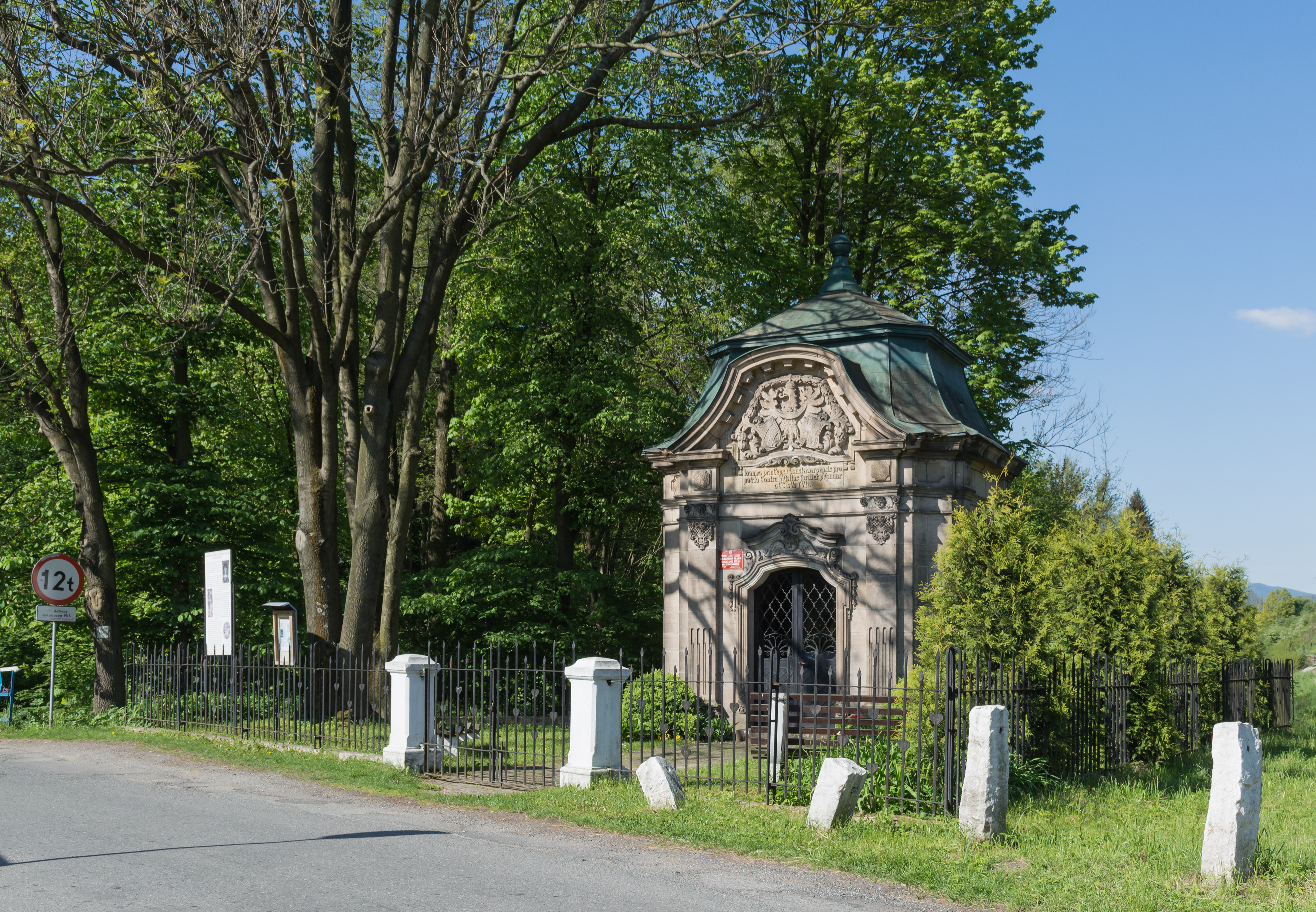
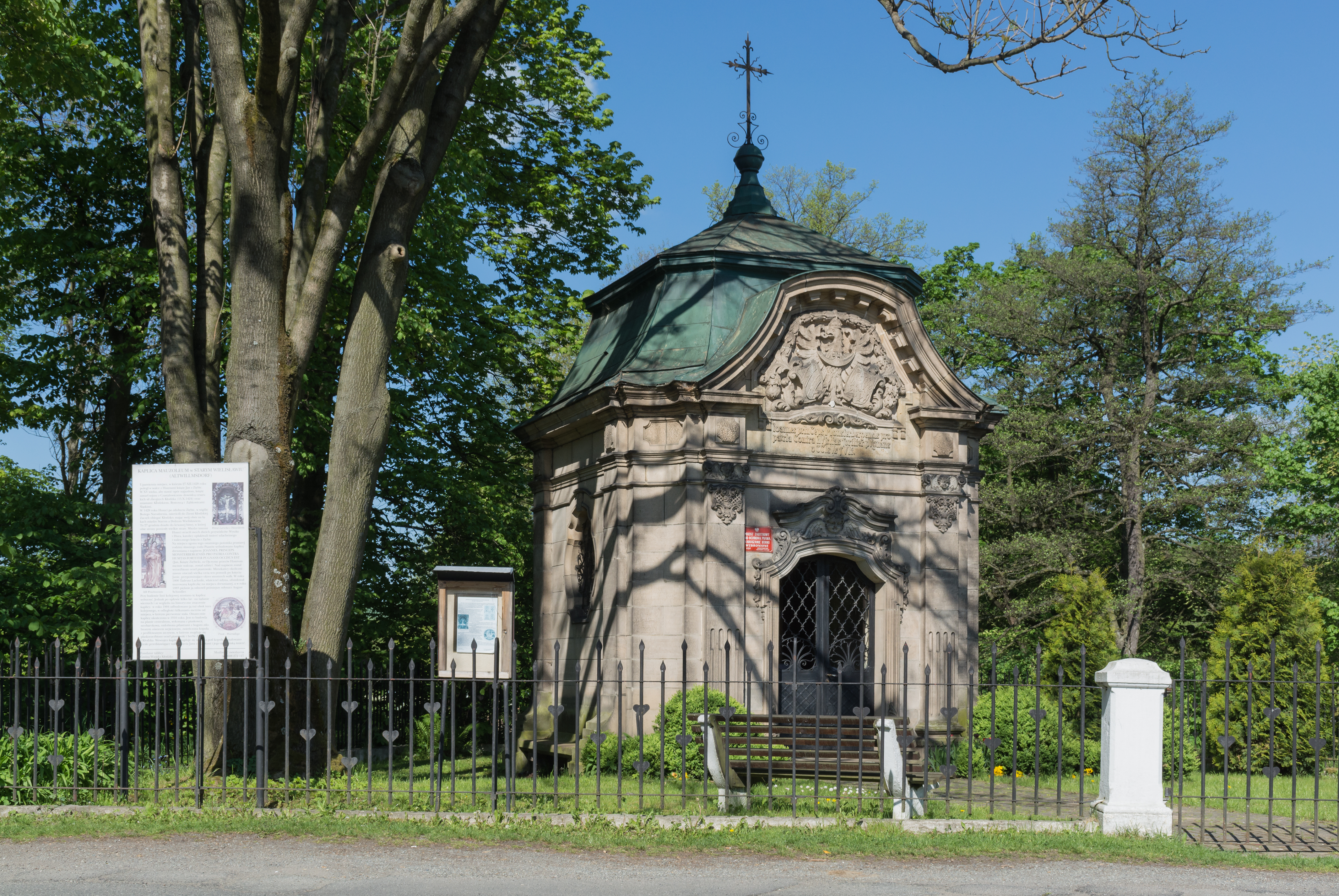
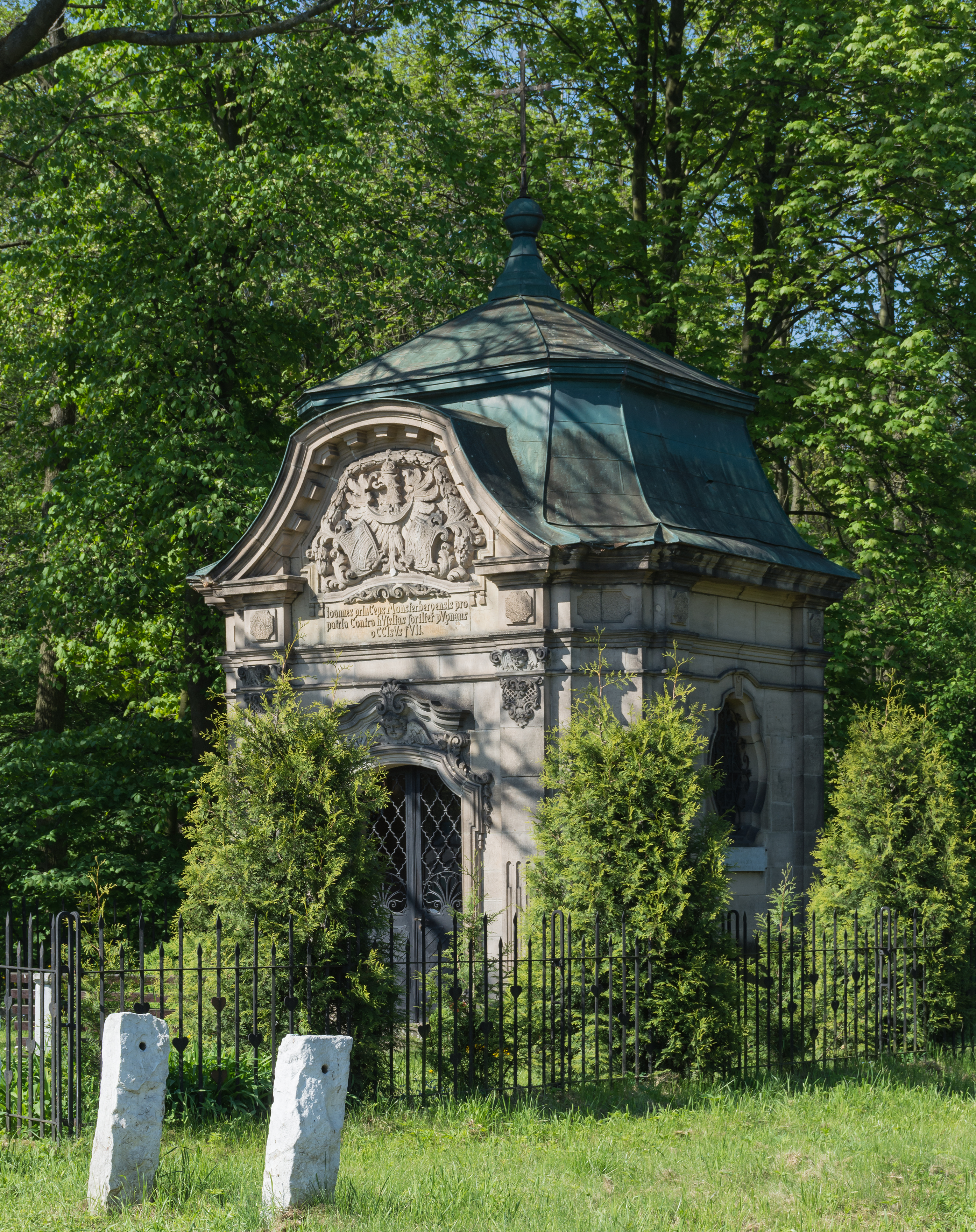
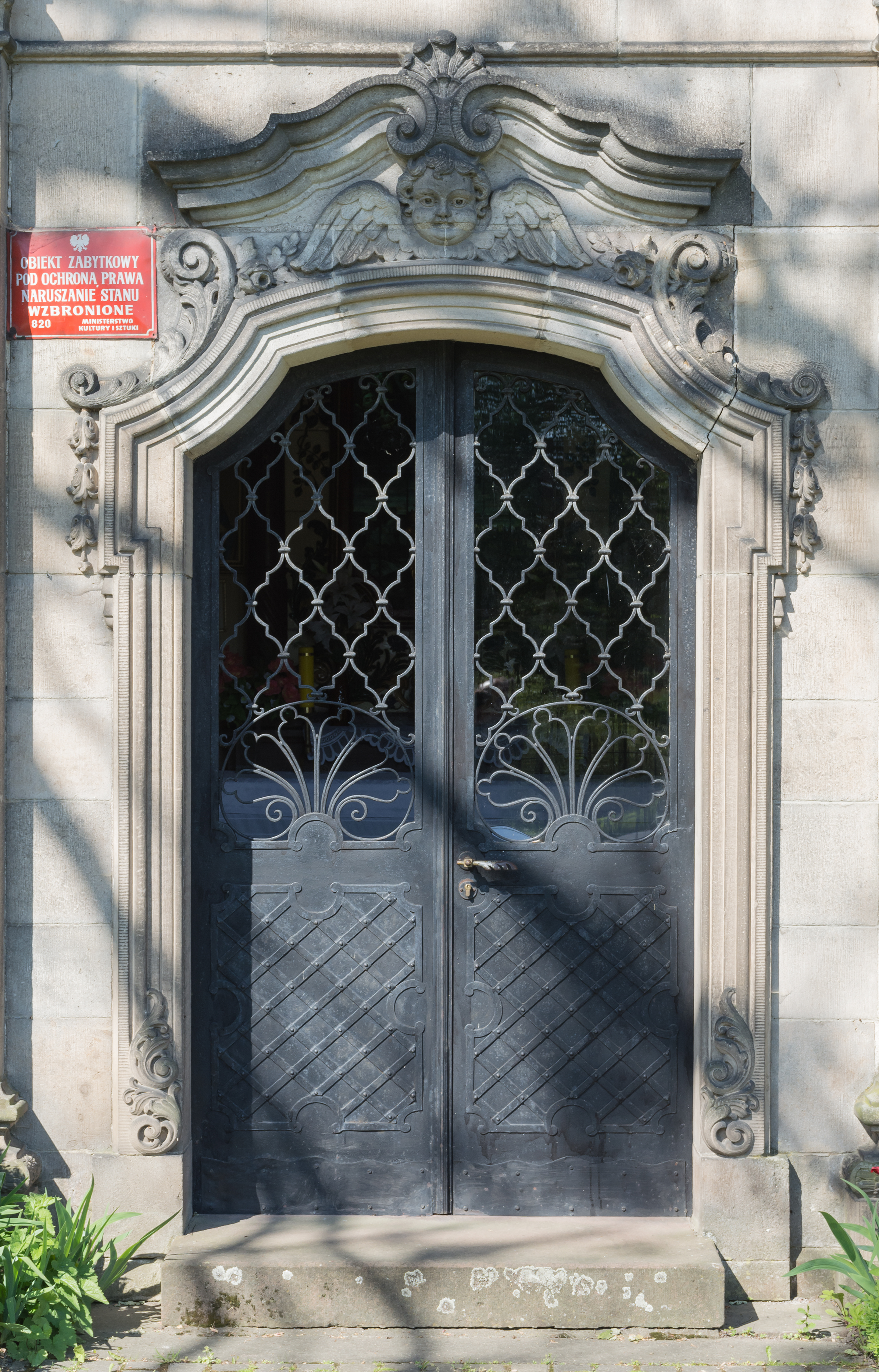
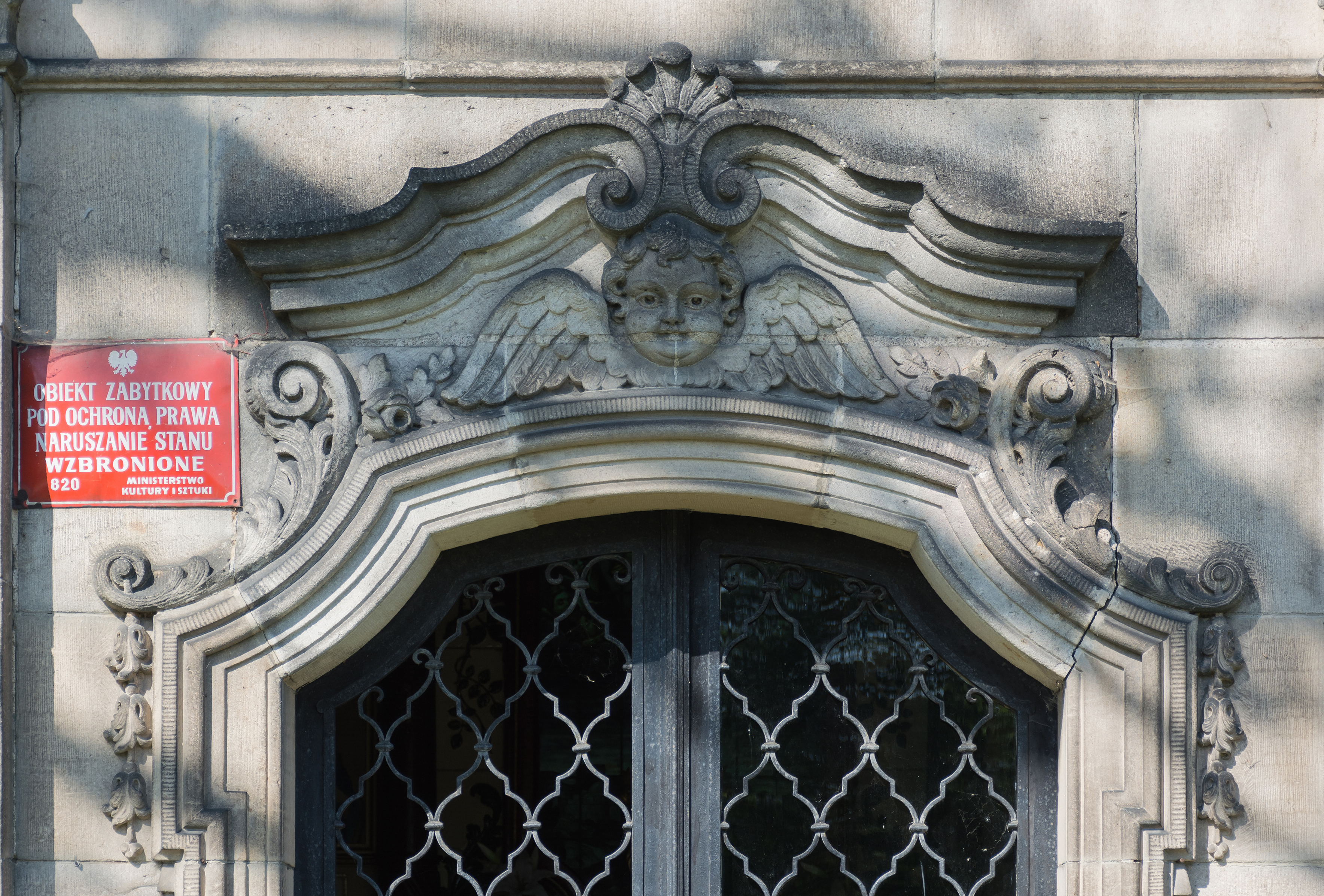
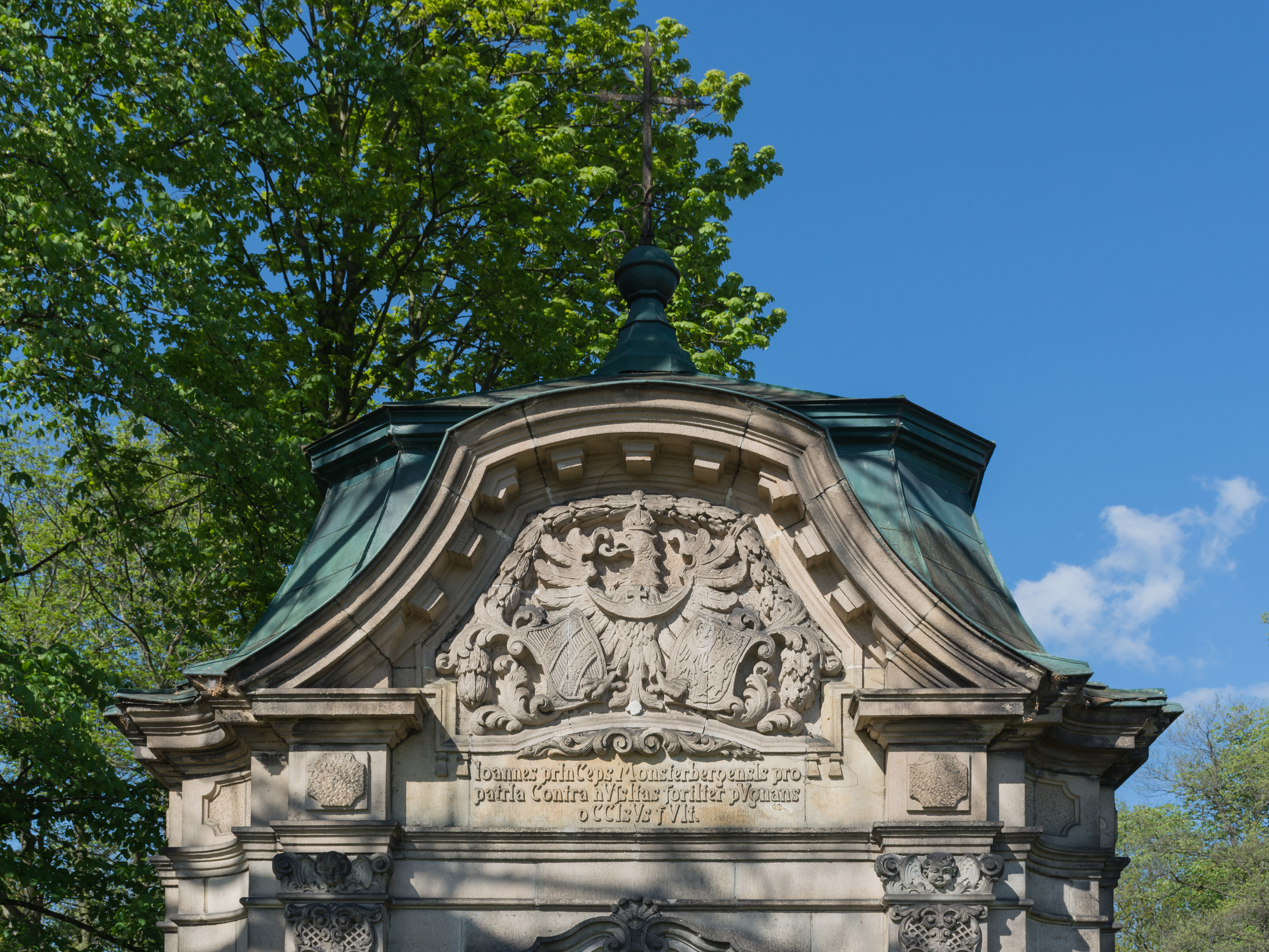